# Тошкемнур
 Тошкемнур  — деревня в Параньгинском районе Республики Марий Эл. Входит в состав Усолинского сельского поселения.

## География
Находится в восточной части республики Марий Эл на расстоянии приблизительно 5 км по прямой на восток-северо-восток от районного центра посёлка Параньга.

## История
Известна с 1812 года. В 1836 году здесь (Тошкемнур Кугенер) проживало 10 человек (2 двора). Через 23 года здесь в 4 дворах жили 43 человека. В 1869 году было 6 дворов, 34 человека, в 1884 12 и 64, в 1905 (починок Тошкемнур или Яндемерово) 15 и 108, в 1950 30 и 133, в 1981 19 и 76. В 2003 году оставались 47 человек. В советское время работали колхозы «Комсомолец», им. Палантая, позднее СПК СХА «Олорский».

## Население
Население составляло 59 человек (мари 96 %) в 2002 году, 33 в 2010.